# Saint-Étienne-de-Baïgorry
Saint-Étienne-de-Baïgorry település Franciaországban, Pyrénées-Atlantiques megyében. Lakosainak száma 1540 fő (2022. január 1.). Saint-Étienne-de-Baïgorry Anhaux, Banca, Bidarray, Irouléguy, Saint-Martin-d’Arrossa és Baztan községekkel határos.

## Népesség
A település népessége az elmúlt években az alábbi módon változott:
| Lakosok száma | 1619 | 1531 | 1526 | 1477 | 1480 | 1478 | 1499 | 1520 | 1540 |
|               | 2013 | 2015 | 2016 | 2017 | 2018 | 2019 | 2020 | 2021 | 2022 |